# Прапор Північної провінції, Шрі-Ланка
Прапор Північної провінції був прийнятий для Північної провінції Шрі-Ланка 22 травня 2007 року.  

## Історія
Згідно з рішенням Верховного суду від 2007 року, наказ 1987 року про об’єднання двох провінцій, Північної та Східної, був незаконним відповідно до Угоди між Індією та Шрі-Ланкою, і тому дві провінції повинні управлятися окремо. Це означало два окремі прапори для північних і східних провінцій. 
Прапор Північної провінції було прийнято разом із прапором Східної провінції в Трінкомалі в травні 2007 року. Губернатор Східної провінції контр-адмірал Мохан Вієвікрама, який на той час також виконував обов’язки губернатора Північної провінції, передав два прапори кожному з відповідних головних секретарів ради провінції, С. Рангараджі з Півночі та Герату Абейєвірі зі Сходу, на церемонії в Секретаріаті Губернатора. 

## Символізм
Прапор має три вертикальні смуги, червона вказує на працю та працьовитість, біла братерство, мир та співіснування та зелена на зелені насадження та сільське господарство в провінції. В центрі прапора зображено символ Сонця, що вказує на синергію влади та природних джерел енергії провінції. Прапор оточений синьою рамкою, що символізує ресурси океану. 
Розмір прапора 126х72 см.